# پفافن-شوابنهایم
پفافن-شوابنهایم (به آلمانی: Pfaffen-Schwabenheim) یک شهر در آلمان است که در باد کرویتسناخ واقع شده‌است.